# Hôpital et chapelle Saint-Julien de Château-Gontier
Pour les articles homonymes, voir Hôtel-Dieu et Chapelle Saint-Julien.
L'hôpital et la chapelle Saint-Julien se situent à Château-Gontier.

## Histoire

### Origine
Dès que la ville commence à se constituer, on voit apparaitre une association de confrères desservant une aumônerie établie à proximité, sur Azé. Vers 1119, les frères veulent se donner avec leur maison à Vital de Mortain et à ses moines.
Il s'agit du fondateur de l'abbaye de Savigny, connu dans sa région comme compagnon de Robert d'Arbrissel ; mais les moines de Saint-Nicolas, établis à Azé, réclamèrent et eurent gain de cause en vertu d'actes du pape Calixte II, et plus tard (28 mai 1120) de l'évêque Renaud de Martigné, de Jean, abbé de Saint-Nicolas, de Geoffroy, abbé de Vendôme, du comte Foulque le jeune et d'Alard II de Château-Gontier. Saint-Nicolas s'engagea le 29 janvier et le 25 février 1122 à faire desservir l'aumônerie par douze religieux. Ce projet d'un prieuré conventuel qui eût été en même temps un hospice n'aboutit point.

### XIIIesiècle
Au commencement du XIIIe siècle, les confrères, les bourgeois et le seigneur s'occupent d'une réorganisation de l'aumônerie. Elle est transférée à la tête du pont, sur la rive gauche, elle a une chapelle, et les confrères continuent de la desservir.
Renaud VI de Château-Gontier et  Alard IV de Château-Gontier donnent, en 1206, un règlement, d'accord avec les bourgeois de la ville, avec les aumôniers de la maison Saint-Julie, pour le gouvernement de cet établissement. Le pape Innocent III délègue l'évêque, le doyen et l'archidiacre du Mans pour trancher les difficultés qui peuvent surgir entre les religieux et les aumôniers.
Alard IV de Château-Gontier, volens miserie mederi, pauperum donne l'indemnité du terrain, les profits de la foire de la Toussaint, droit d'usage dans la forêt de Flée, et le péage du pont pendant les vendanges.

### XVesiècle
L'ancienne aumônerie, qu'on nomme encore, en 1410, la vieille aumosnerie du faubourg du Geneteil, et, en 1509, la maison où souloit anxiennement estre la Maison-Dieu et aumosnerie de Chasteau-Gontier restait aux Bénédictins. Au XVe siècle, comme dans d'autres villes, l'aumônerie eut tendance à devenir un bénéfice au profit de l'aumônier pourvu par le seigneur.

### XVIesiècle
En 1507, Louise-Marguerite de Lorraine, duchesse d'Alençon, vint visiter sa baronnie de Château-Gontier, et, voyant que l'hospital n'estoit pas gouverné selon que la grandeur de sa piété et de sa charité sans pareille eust pu désirer, elle s'engagea à remplacer le maître administrateur et les treize pauvres frères par treize religieuses et un chapelain. Marguerite de Lorraine fit les frais de la construction de la chapelle et du couvent.
Les religieuses du Tiers-Ordre franciscain, vinrent de Mortagne sous la conduite de sœur Isabeau Viseuse ; les religieuses, mères et couvent de Saint-Julien, ayant l'administration de l'hospital et Maison-Dieu n'étaient pas cloîtrées pendant les dix premières années et elles soignaient aussi les malades en ville ; un procureur ou gesteur donnait ses soins à l'administration du temporel.
Des difficultés entre les habitants et la communauté avaient décidé les sœurs, en 1566, à se retirer à Champigné, dans un couvent que leur avait donné Louis III de Montpensier, duc de Montpensier ; mais l'avocat du roi leur fit comprendre qu'elles ne pouvaient déserter ainsi, et neuf d'entre elles restèrent, sous la direction de la sœur Antoinette de la Grandière.
Au mois de décembre 1591, le capitaine Cessart, qui commandait au nom des royaux, voulait abasser la maison. Les sœurs purent obtenir de M. de Rochepot et de M. Pichery d'être préservées ; mais quand les ligueurs furent à leur tour maîtres de la ville, Urbain de Laval Boisdauphin jugea une démolition du couvent nécessaire ; il fut évacué pour toujours, le 3 mai 1593. Réinstallées au Monastère de Buron, les Franciscaines continuèrent jusqu'en 1613 de nourrir les malades.

### XVIIesiècle
En 1619, les Pères des pauvres firent faire par Jacques Tardif et Jean Pigeon, maîtres maçons, un bâtiment propre pour loger les malades et ceux qui les servaient et une chapelle, le tout en place de l'ancienne église de Saint-Julien. Les malades recevaient les soins de personnes dévouées, sans vœux de religion. 
Dès 1655, la ville désirait remettre l'hôpital aux mains des hospitalières de la Flèche ; mais Henri Arnauld refusa son autorisation jusqu'à ce que les sœurs eussent modifié leurs constitutions. Pendant ce temps, M. Drogo, prêtre breton, pensionnaire de l'hôpital, fit admettre les sœurs de la Miséricorde de Jésus, dont la maison-mère était à Dieppe et qui desservaient l'hôpital de Vitré.
Les sœurs Jeanne Cerisier, Perrine Geffart et Olive Duchemin, vinrent de Vitré, conduites par la Mère Marie Baudouin, de Dieppe, qui resta supérieure. Le 10 février 1674, elles arrivèrent chez les Ursulines qui les logèrent pendant neuf jours, et le 19 le curé d'Azé, accompagné de tout le clergé de la ville et des administrateurs, les conduisit processionnellement à l'hôpital, dont elles prirent possession en priant à la chapelle, puis en allant de suite servir les malades.
La première pierre des bâtiments claustraux fut posée par l'évêque Arnauld, le 9 septembre 1679 ; celle du chœur porte cette inscription : J'ay [été] posée par honorable Marie Meignan, femme d'honorable homme René Dublineau, fondateurs de cetes épitaphe, 1687.

### XVIIIesiècle
Les religieuses préparaient les remèdes. Depuis une vingtaine d'années les médecins ne visitaient plus les malades.
À la fin du XVIIIe siècle (1786), un rapport officiel envoyé à l'intendant rend ainsi compte de la situation de l'hôpital
La communauté progressa continuellement. 

### Révolution française
Malgré leur refus de serment, la municipalité les laissa à leurs fonctions jusqu'au 16 février, jour où elle proposa de les remplacer par des femmes patriotes», et, le 19, les fit comparaître devant elle. Les malades même avaient quitté les salles avant l'arrivée des femmes patriotes ; ce fut un autre grief contre les sœurs. Elles furent emprisonnées aux Ursulines. Elles vécurent là un an. Marie Lhuillier fut la seule victime. 

### XIXesiècle
Le 19 et le 21 novembre 1800, les administrateurs et la municipalité reconnaissant que le traitement des employés salariés absorbe le plus clair des revenus, proposèrent aux sœurs survivantes, qui n'avaient cessé de rendre service aux malades pauvres, de reprendre leurs fonctions, ce qu'elles acceptèrent. Leur réintégration eut lieu le 24 juin 1801. En 1805, le costume religieux leur fut rendu. Un décret impérial approuva leurs statuts en 1810. La communauté se divisa, en 1833, pour desservir l'hôpital général de Saint-Joseph. La chapelle, le couvent, l'hôpital ont été reconstruits en 1879-1882 suivant un plan d'ensemble de M. Beignet. 

### Léproserie
La léproserie formait, au XIIIe siècle, un bénéfice ecclésiastique à la présentation alternative de l'évêque et de l'abbé de Saint-Aubin. Le maître des ladres jouissait encore, en 1452, de la coutume de la foire de l'Ascension qui lui avait été attribuée dès la fondation.

### XXesiècle
Le Monastère de l’Olivier, est communauté de sœurs augustines. Ce monastère de sœurs hospitalières venues de Dieppe au XVIIe siècle, était au service de l'hôpital Saint-Julien de 1674 à 1982. Le monastère demeure et est affilié à la congrégation des Augustines de la Miséricorde de Jésus.

### L'hôpital moderne
En 1993, le Centre hospitalier de Château-Gontier fusionne avec le Centre hospitalier de Segré pourtant situé en Maine-et-Loire après y avoir assuré des consultations avancées ; il prend alors le nom de Centre hospitalier du Haut Anjou. Il rachète ensuite la clinique de l'Espérance avec fusion des activités en particulier d'obstétrique créant une alliance entre le public et le privé. En 2008, un  nouveau plateau technique et d’hospitalisation est construit suivi en 2012 d'une restructuration de l'ancien hôpital. Il rejoint le Groupement hospitalier de territoire de la Mayenne et du Haut Anjou créé par la loi de modernisation du système de santé dont l'hôpital pivot est le centre hospitalier de Laval.

## Source partielle
- « Hôpital et chapelle Saint-Julien de Château-Gontier », dans Alphonse-Victor Angot et Ferdinand Gaugain, Dictionnaire historique, topographique et biographique de la Mayenne, Laval, A. Goupil, 1900-1910 [détail des éditions] (BNF 34106789, présentation en ligne)